# وزارة المالية والاقتصاد (تركمانستان)
وزارة المالية والاقتصاد في تركمانستان (بالتُّركمانيَّة: Türkmenistanyň Maliýe we Ykdysadyýet Ministirligi) هي وزارة حكومية مركزية مكلفة بقيادة السياسة المالية وتوجيه السياسات الاقتصاديَّة في تركمانستان. تأسست الوزارة عام 1991، وتم تجديدها عام 2008. وفي عام 2017، تم دمجها مرة أخرى مع وزارة الاقتصاد.
وزير المالية والاقتصاد الحالي هو سردار جوريف، وذلك منذ 2023.